# Брайзах
Брайзах (нім. Breisach) — місто в Німеччині, знаходиться в землі Баден-Вюртемберг. Підпорядковується адміністративному округу Фрайбург. Входить до складу району Брайсгау-Верхній Шварцвальд.
Площа — 54,58 км2. Населення становить 15 439 осіб (станом на 31 грудня 2020).

## Історія
Місто було побудоване в 369 році кельтами.

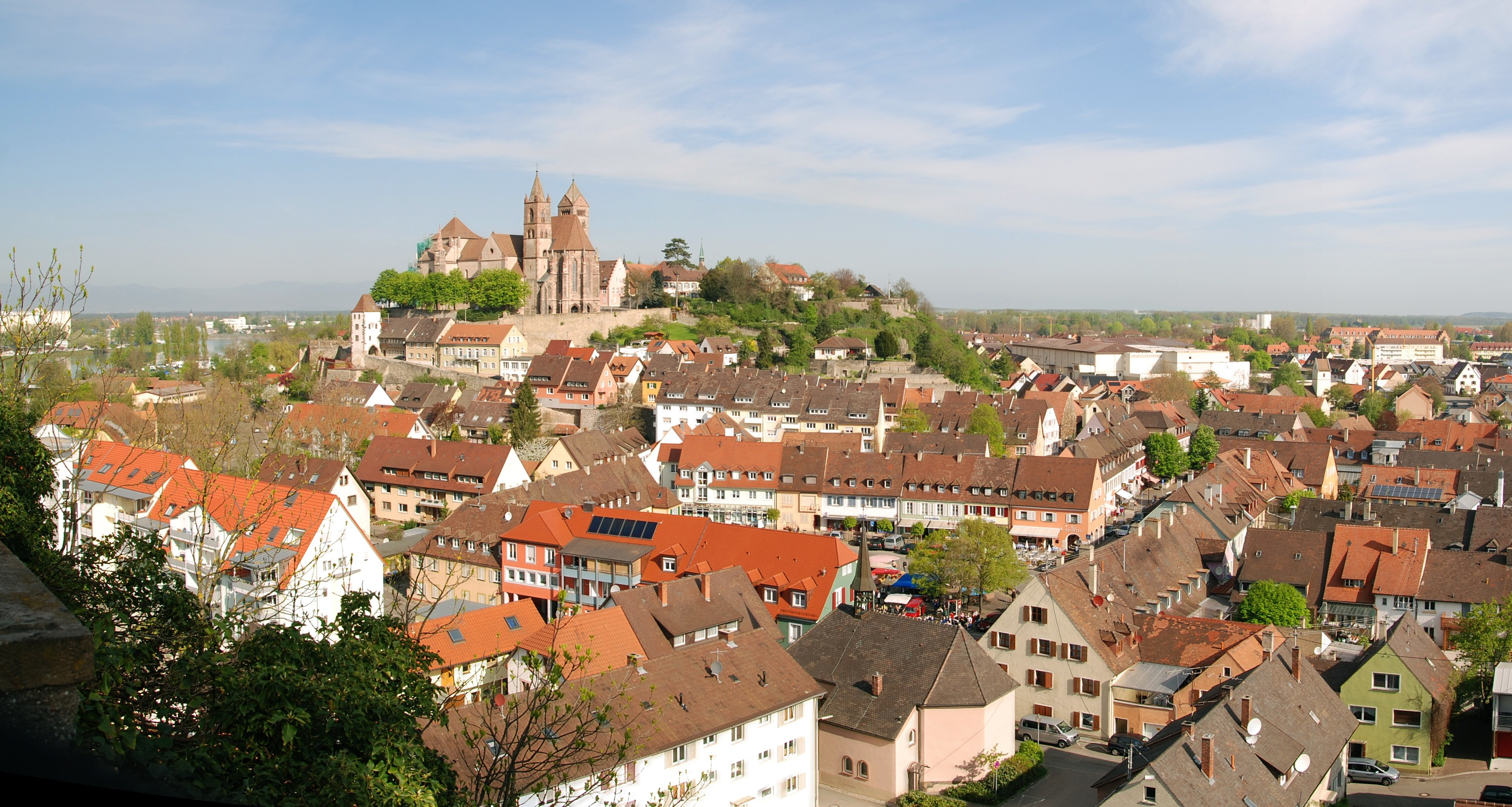
Вид на Старе місто і собор св. Стефана

Пізніше укріплене риським імператором Валентиніаном I.
У 939 році місто взяте в облогу й потім захоплене Оттоном, майбутнім імператором Священної Римської Імперії. У 1002 році розграбоване герцогом Швабським Германом II.

## Галерея

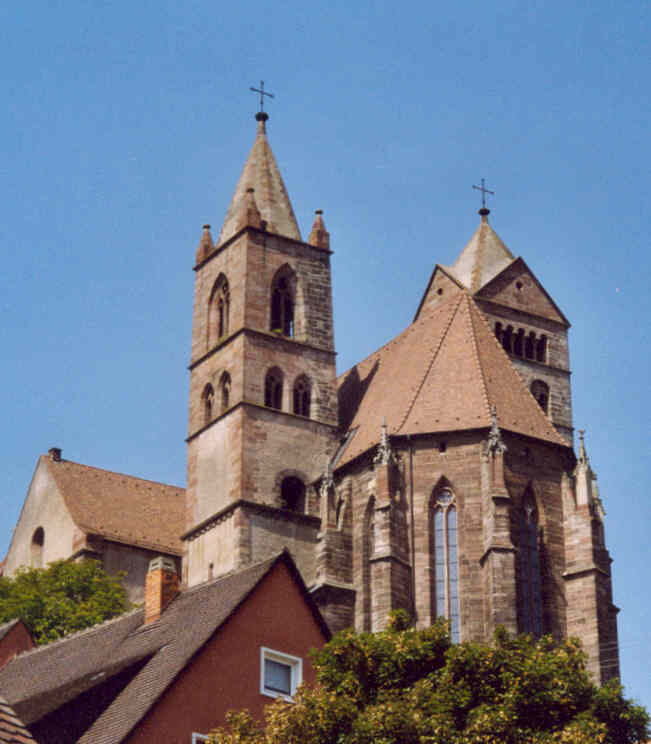
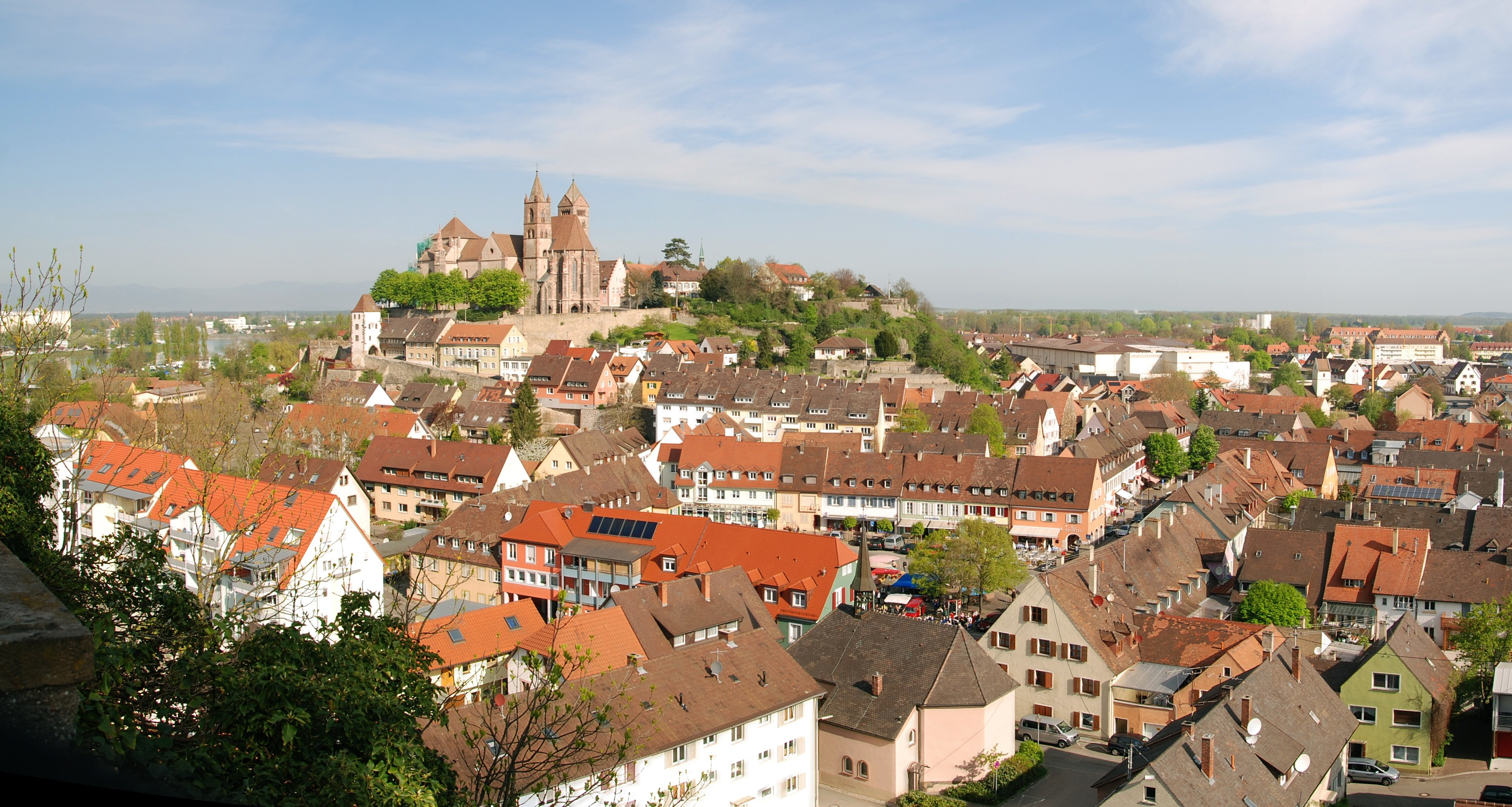
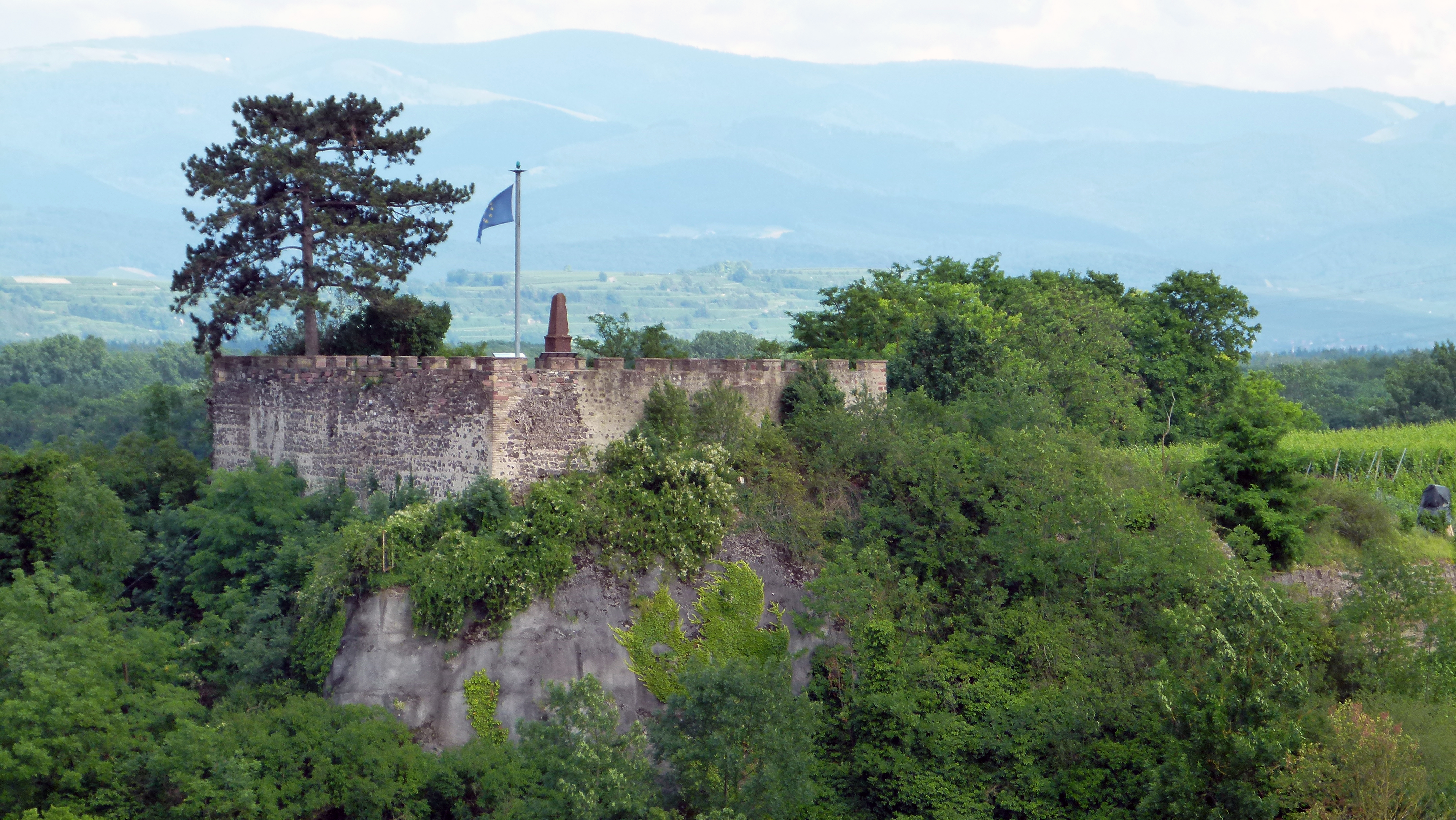
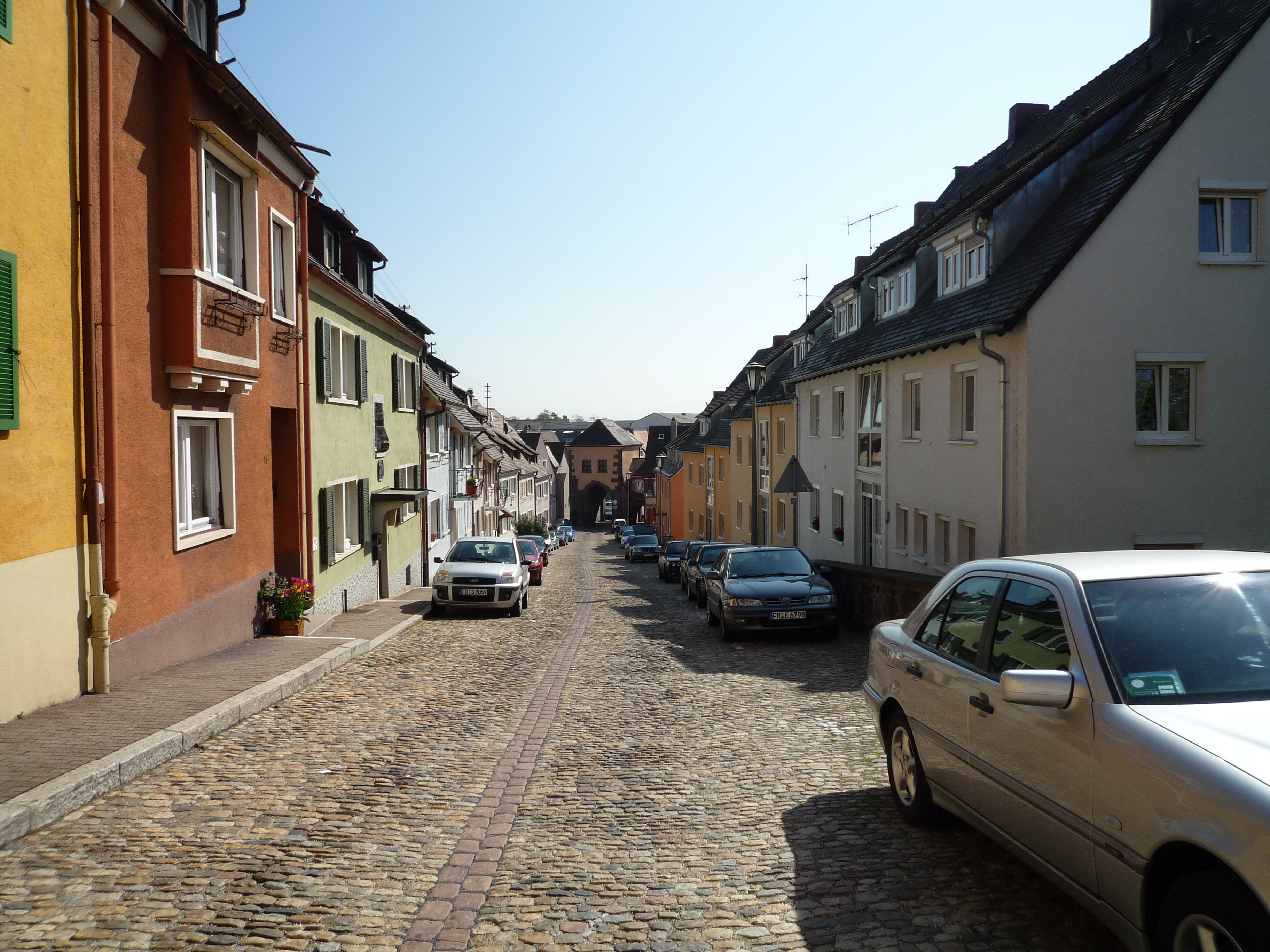
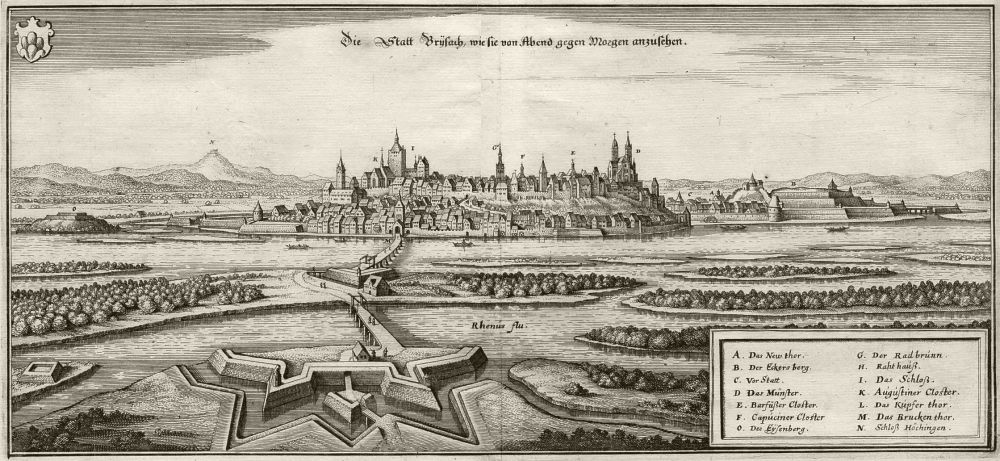
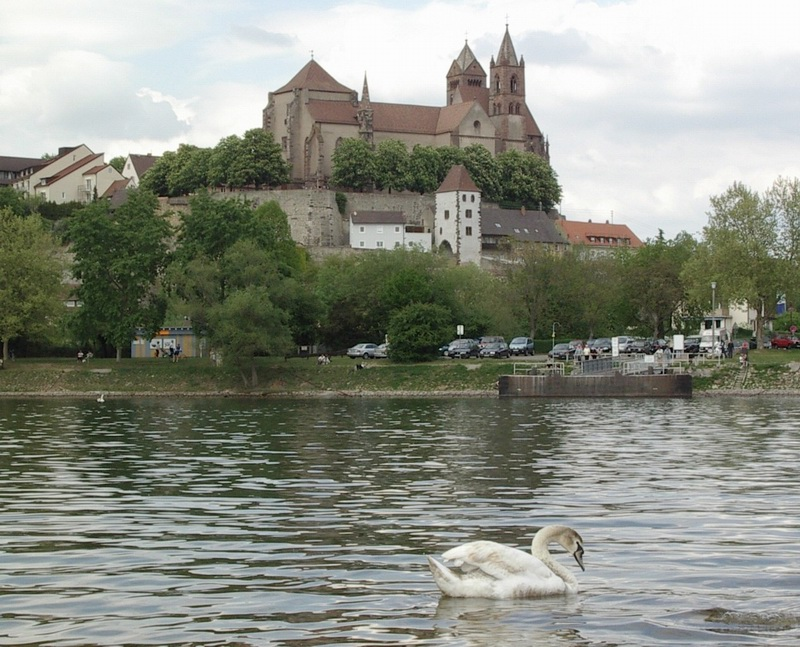